# 穆萨 (伊斯兰教先知)

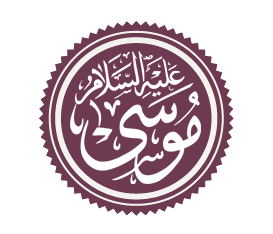
使用阿拉伯书法书写的穆萨的名字以及在先知名字后经常出现的短语：求真主喜悦他

穆萨·伊本·仪姆兰（阿拉伯语：‎，羅馬化：Mūsā ibn ʿimrān；犹太基督神学中被称作摩西，天主教根据拉丁文译为梅瑟，大唐景教译为牟世法王）是伊斯兰教中的一位先知与使者。穆斯林常将穆萨称为“穆萨卡利姆拉”（阿拉伯语：‎，羅馬化：Mūsā Kalīmullāh，直译：穆萨——与神沟通之人）。穆萨于公元前十三世纪带领以色列人跨过红海，并揭示了亞伯拉罕諸教皆尊崇的圣书《讨拉特》。《古兰经》中说穆萨是神派给埃及法老、他的机构以及以色列人的，以起到指引和警示的作用。穆萨是《古兰经》中最常被提及的个人，他的名字被提及136次，而他的人生经历也比其他先知的故事被叙述得更完整且详细。根据伊斯兰教，所有穆斯林必须信仰每一位先知（nabi）和使者（rasul），这包括了穆萨和他的兄弟哈伦（亚伦）、阿丹（亚当）、努哈（诺亚）、易卜拉欣（亚伯拉罕）和尔撒（耶稣）。《古兰经》寫道：
【51】你应当在这部经典里提及穆萨，他确是纯洁的，确是使者，确是先知。【52】我从那座山的右边召唤他，我叫他到我这里来密谈。【53】我为了慈爱而把他哥哥先知哈伦给他做助手。——阿亚51-53，苏拉19"麦尔彦"，《古兰经》
穆萨被认为是先知穆罕默德的前任者。穆萨的故事通常被看作是和穆罕默德的一生在做精神上的对比，穆斯林认为他们两者的经历有很多共同点。伊斯兰文学也描述并对比了他们各自的追随者以及在他们生命中发生的事件。以色列人的《出埃及记》被认为与穆罕默德的追随者从麦加出发并迁徙的故事有相似之处。
穆萨也因《讨拉特》的启示在伊斯兰教中十分重要。《讨拉特》被认为是穆斯林神学中真正的圣书中的一本，穆斯林广泛地认为《讨拉特》中的大部分内容在《古兰经》中得到确认和重申。另外，根据伊斯兰传统，穆萨是穆罕默德在夜行登霄（al-ʾIsra wal-Miʿraj）时见到的先知之一。在此期间，传说穆萨督促穆罕默德请求真主安拉把每天的祷告次数减少，直到剩下五次必须的祷告。伊斯兰文学非常尊崇穆萨，从他一生中的事件着笔并延伸至《古兰经》和圣训中归因于他的奇迹，例如他和真主的直接对话。

## 伊斯兰教中的历史叙述

### 幼年

#### 出生
根据伊斯兰传统，穆萨出生在埃及的一个以色列人家庭。他的父亲被认为是仪姆兰，对应着希伯来圣经中的阿姆兰，传统系谱学将利未当作他的祖先。伊斯兰教陈述了穆萨出生的时间段，也就是在先知约瑟之后在位法老奴役以色列人的时期。在穆萨出生的时候，伊斯兰文学提到了法老做的一个梦，他梦见大火从耶路撒冷一路朝他烧去，烧掉了他的王国内除了以色列之外的所有的土地。（也有其他的故事说法老梦见了一个小男孩抓住了法老的王冠并把它摧毁了。）当法老得知有个男孩将在成人之后推翻他，他就下令要杀了所有以色列新生男孩来防止预言成真。伊斯兰文学也提到了法老的经济顾问规劝他说杀了所有的以色列男孩将造成人力损失。因此，他们建议根据男孩的出生年份来决定生死，轮流交替。哈伦得以幸免，而穆萨则生于男孩要被杀的那一年。

#### 尼罗河漂流

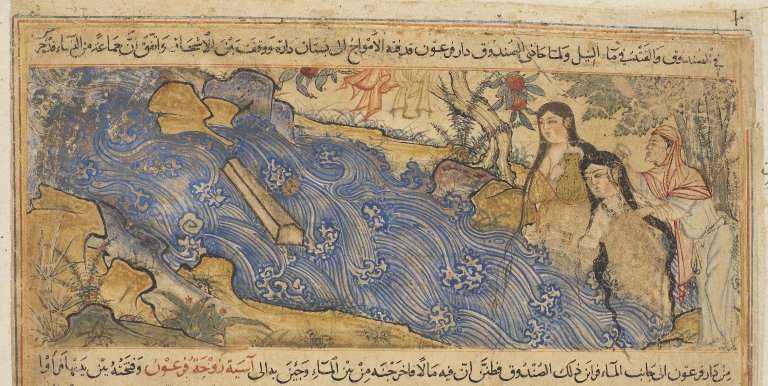
阿西叶（拥有黑色长发）和她的仆人在尼罗河中沐浴之后发现了襁褓中的穆萨。他们的衣物挂在河边的树上。川流的画风借鉴了中式水墨画。收编于波斯（伊儿汗国）《史集》

依照伊斯兰传统，穆萨的母亲在这段时期偷偷地哺乳。《古兰经》叙述道当他们有可能被发现时，神启发了她将穆萨放在篮子里并将篮子放在尼罗河里漂流。她指示她的女儿一路跟随小舟并向她报告情况。当她的女儿在岸边跟随小舟之际，法老的妻子阿西叶发现了穆萨，并说服法老收养他。《古兰经》叙述道阿西叶为穆萨找来乳母，可穆萨不愿被哺。伊斯兰传统言道这是因为神禁止穆萨被其他女人哺乳从而得以让他和母亲团聚。他的胞姊怕穆萨挨饿，所以来到法老面前并告诉他说她知道谁能做穆萨的乳母。在被询问之后，她被命去寻找这个女人。穆萨的胞姊找来了母亲，母亲成功喂穆萨喝下乳汁，并成为了穆萨的乳母。

#### 测试预言
根据《圣训》中的犹太故事部分，在穆萨年幼时，他曾在法老膝上玩耍时揪住法老的胡子并掴了法老一巴掌。这个举动提示了法老穆萨将会成为推翻他的以色列人，他便心生杀念。法老的妻子劝诫他不要杀人，只因穆萨还是个孩子。取而代之的是，他想到了一个测试穆萨的办法。穆萨面前摆着两个盘子，一个装着红宝石，另一个则装着烧得红得发亮的煤块。穆萨伸手去取红宝石，但天使吉卜利勒将他的手导向煤块。穆萨抓起一块滚烫的煤块并放入口中，把他的舌头烫坏了。事后，穆萨遭受语言障碍之扰，但他获得了法老的赦免。

#### 逃亡米甸

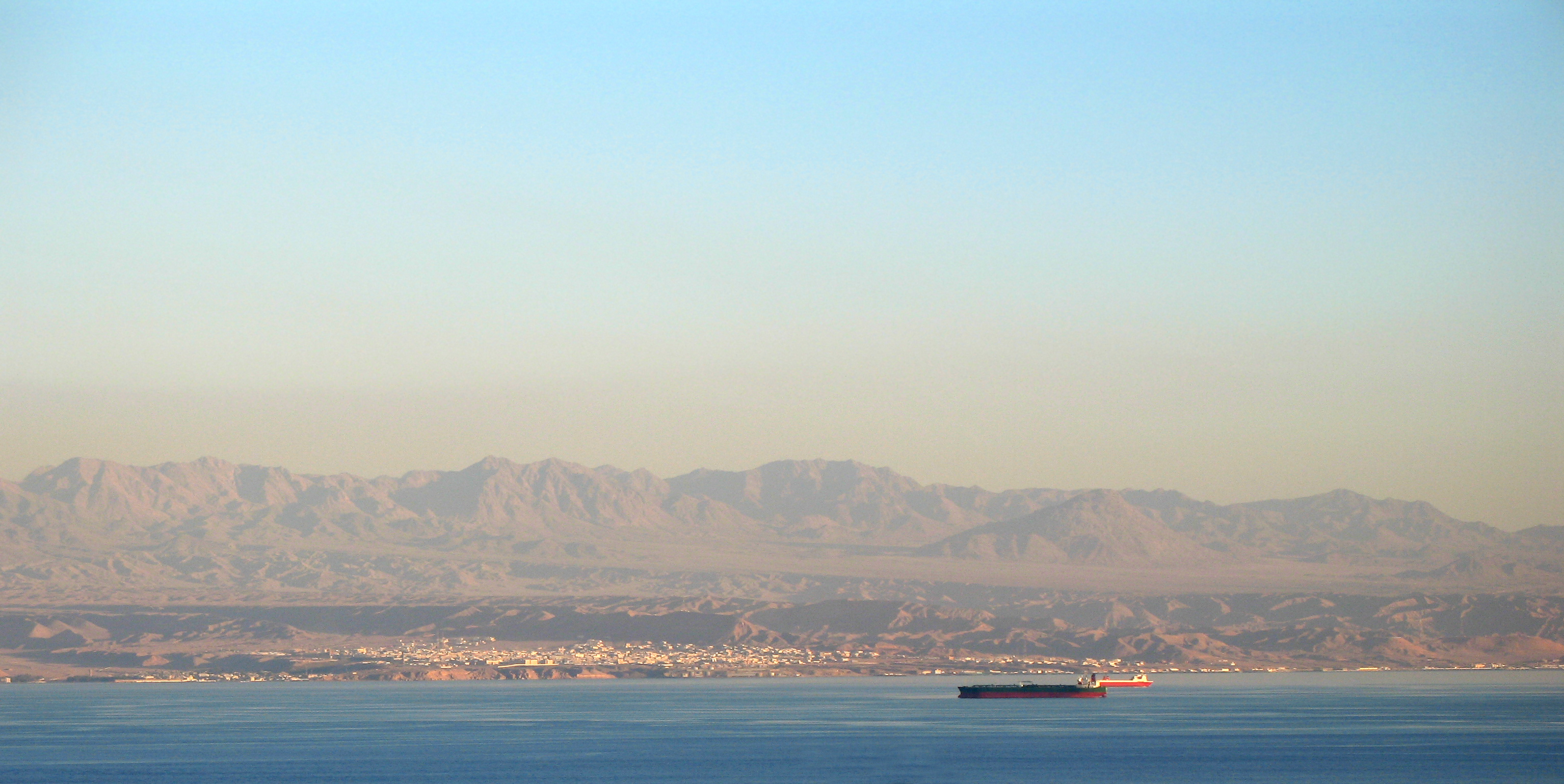
在亚喀巴湾的哈克乐附近的米甸山。两岸分别是阿拉伯半岛的北端和今天位于埃及西奈半岛的沙姆地区

《古兰经》道，成年之后，当穆萨行经一城池时，遇见一个埃及人和一个以色列人扭打在一起。以色列人要求穆萨帮助他对付埃及人。穆萨试图干涉并卷入了纷争。据伊斯兰传统，穆萨激动地一拳击倒埃及人并造成了他的死亡。第二天，穆萨向神忏悔。这一天，他又遇到了同一个以色列人和另一个埃及人扭打在一起，以色列人又要求他帮忙。当穆萨向他走去时，以色列人提醒了穆萨他前一天的过失杀人并问穆萨是不是要杀了他。穆萨被举报了，法老下令判处他死刑。然而，穆萨在得知他的刑罚之后逃到了沙漠里。根据伊斯兰传统，在穆萨抵达米甸之后，他看见了两个牧羊女将羊群从一口井边往回赶。穆萨上前并询问了她们的工作。当他听到她们是因为父亲年迈而要出来牧羊时，穆萨帮她们喂羊群喝水。两位牧羊女回家后告诉了父亲她们的经历。《古兰经》记载道他们邀请了穆萨来家里聚餐。在盛宴上，这位父亲告诉穆萨如果为他工作八至十年，他就可以娶到两个女儿之一。穆萨同意了为他工作。

### 传道

#### 受到召唤成为先知

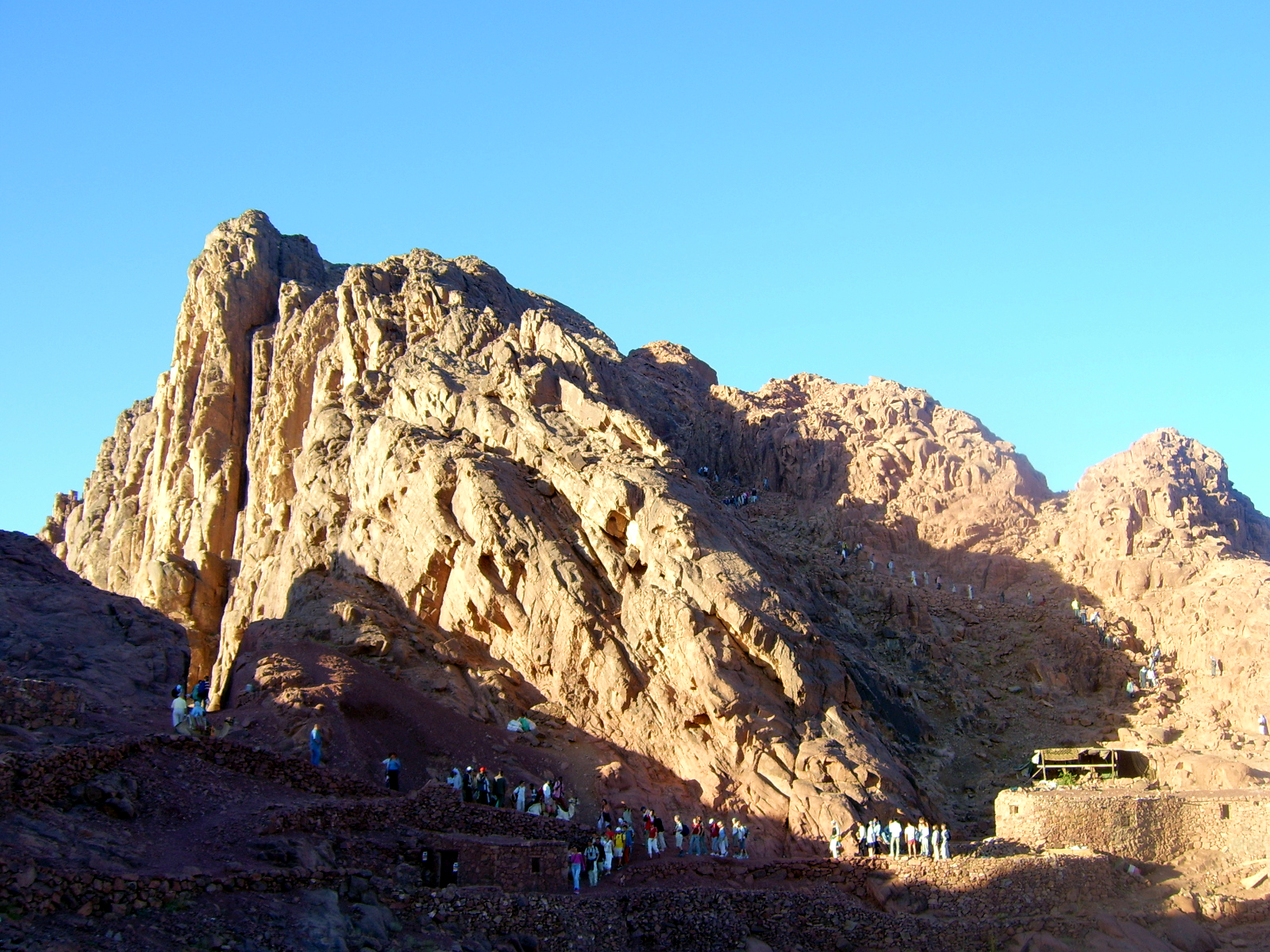
被认为是穆萨首次与神沟通的圣山西奈山。

根据《古兰经》，穆萨和家人在这段时期之后一起离开了埃及。《古兰经》道，当他们行经西奈山（Jabal Mūsā）时，穆萨观察到了大火并指示家人等待他取回火种。当穆萨来到圣谷杜瓦（Wād Ṭuwā）时，神从山谷右侧的一棵树上召唤他，此地在《古兰经》中被尊为“被保佑的地方”（Al-Buqʿah Al-Mubārakah）。神下令要求穆萨脱下他的鞋子并告知他被选成为一名先知，他必须坚持祷告并等待最终审判日的到来。穆萨被神命令扔掉他的手杖，手杖变成了一条蛇，他被令握住这条蛇。《古兰经》接着叙述道穆萨被要求将手伸进他的衣裳，等他将手再伸出来的时候，亮起一道金光。神言道这是来自法老的标志，并要求穆萨邀请法老来崇拜唯一的真主。穆萨言道他惧怕法老所以请求神治疗他的口吃之症，并让他的兄弟哈伦做他的助手。根据伊斯兰教传统，他们两个都表露了他们对法老的恐惧，但神向他们保证他将观察他们并指示他们告诉法老释放以色列奴隶。因此，他们启程向法老宣讲。

#### 抵达法老的宫廷
当穆萨和哈伦抵达法老的宫廷并向法老宣告了他们是先知的身份，法老开始向穆萨询问他所追随的神。《古兰经》说穆萨回答说他所追随的神是万物之主并指引他们。法老接着问起他们的先人，穆萨答道关于先人的知识由神掌握。《古兰经》还提到法老向穆萨问道:“全世界的主是什么？”（《古兰经》第26苏拉“众诗人”第23阿亚）穆萨回答道神是天和地以及它们之间万物的主。然后，法老向穆萨提起了他的童年以及他之前所犯下的杀人罪刑。穆萨承认是由于无知他才误杀，但他坚持他现在已经被神宽恕并指引。法老控诉穆萨失去理智并威胁他如果他再继续宣告法老不是真主他则将囚禁他。穆萨告诉法老他带来了神的证明。如此，法老便要求看到证明。穆萨把他的手杖扔在地上，它变成了一条蛇。他再抽出他的手，又闪起一道亮光。法老的大臣谏言说这是巫术，法老听从了大臣并召集了全国最好的巫师。法老向穆萨发起挑战，让他和法老的巫师比试，并叫他选择一天。穆萨选了一个节庆日。

#### 和巫师们对峙

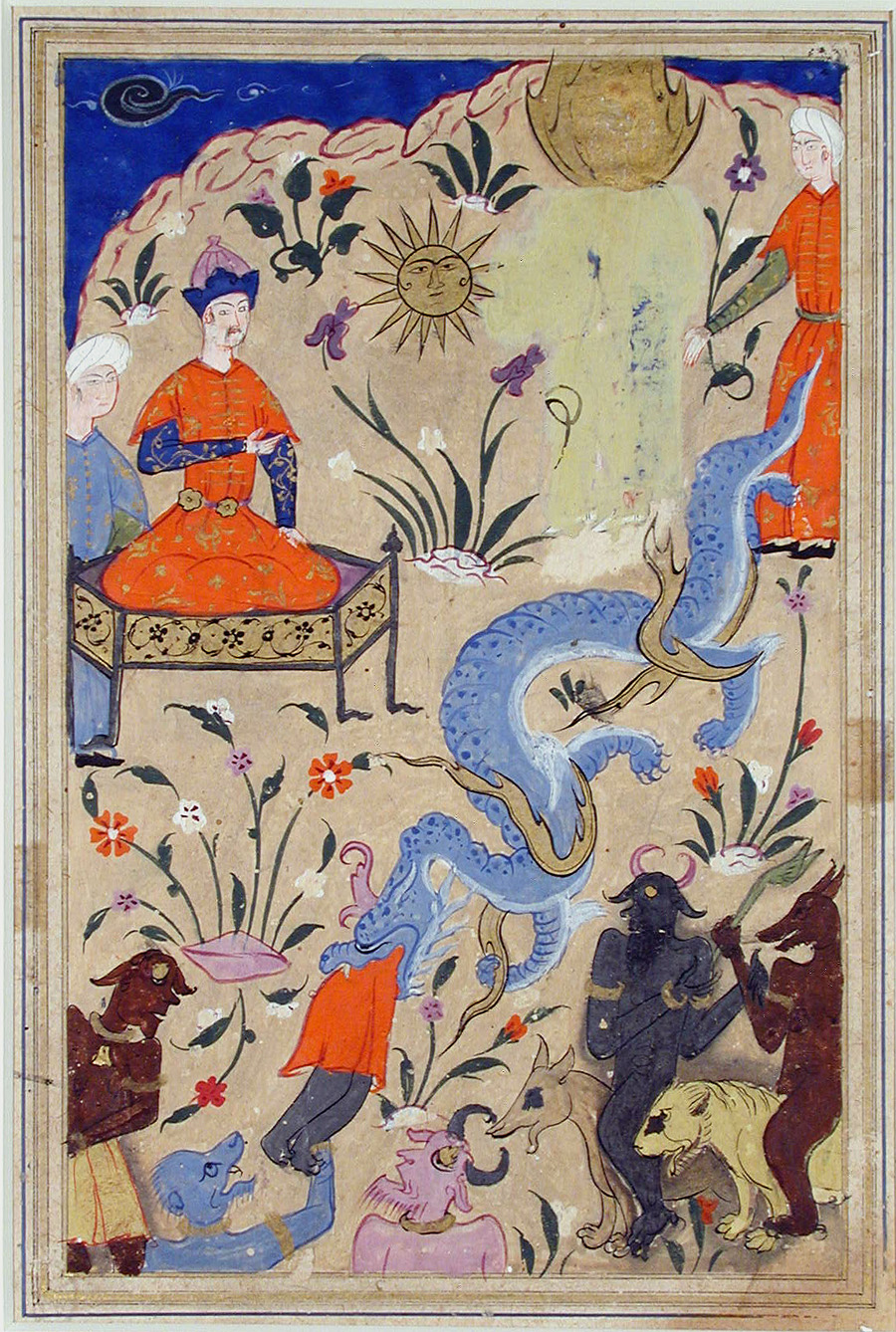
法老在穆萨面前见证了一条蛇吞噬恶魔。来自《先知的故事》（Qiṣas al-ʾAnbiyāʾ），约公元十六世纪。

当法老召集巫师们的时候，他向他们保证，如果他们得胜，他们将成为埃及权力中心的一员。在节日的那天，穆萨慷慨地让巫师们先表演，并警告他们神会揭穿他们的把戏。《古兰经》叙述道巫师们施了障眼法并恐吓了观众。巫师们把他们的手杖扔在地上，它们因魔法变成了蛇。一开始当穆萨看到这一幕时他很焦虑，但神宽慰他说不用惊惧。穆萨同样将他的手杖扔在地上，他的手杖也变成了一条蛇并把之前的其他蛇吞食了。巫师们意识到他们见证了一项奇迹。他们宣告相信穆萨所带来的口信并无力地跪倒在地，尽管法老威胁他们不许向穆萨屈服。法老见到此景无比恼火，指控巫师们是在为穆萨服务。他警告他们如果继续坚持相信穆萨，他将砍断他们一只手和身体另一边的一只脚，并把他们钉在棕榈树的树干上。尽管如此，巫师们还是忠于他们新的信仰而最终被法老所杀。

### 逃亡

#### 埃及的疫病
在输给穆萨之后，法老仍不甘心并继续迫害穆萨和以色列人。他召集了大臣、王子和牧师一起开会商议。依据《古兰经》，法老命令他的大臣哈曼（Haman）建造了一座高塔以便于他眺望“穆萨所言之真主”。逐渐的，法老惧怕穆萨会说服人们他并不是真主，所以他想要杀死穆萨。在此威胁之后，一个来自法老家族并与之前几年警告过穆萨的人上前警告人们真主会惩罚犯事之人并嘉奖伸张正义之人。法老挑衅地拒绝让以色列人离开埃及。《古兰经》道法老下令惩罚这个人和追随他的人。惩罚有着多种形式：冲走他们家园的洪水、毁灭庄稼的刺瑰、让他们痛苦不堪的跳蚤、到处弹跳并作响的蟾蜍，饮用水都变为血液。每当法老被羞辱，他的挑衅就更加强烈。《古兰经》提到神指示穆萨在夜晚和以色列人一起出逃，并警告他们有可能会被追击。法老在得知以色列人漏夜潜逃之后，立即和他的军队去追赶他们。

#### 海洋分裂
在出逃和被埃及人追击之后，以色列人在海边停下。以色列人向穆萨惊叹法老和他的军队一定会追上他们的。《古兰经》叙述道神命令穆萨用他的手杖将海劈开，并让他们不必惊惧会被法老追上或淹死。在海被劈开的一刹那，海被分为了两个部分，以色列人得以从中通过。法老和他的军队见证了海洋被劈开，但当他们也想从中通过时，海洋又合上了。在将死之际，法老宣誓相信穆萨所言之真主和以色列人，但是他的信仰被神拒绝了。《古兰经》道法老的尸体被当作一个警示，以警告后人。在以色列人继续他们奔赴应许之地的路上，他们遇见了崇拜偶像的人。以色列人请求也有一个偶像给他们崇拜，但穆萨拒绝了并说多神论者会被神摧毁。他们被赐与神的寄托：甘露和鹌鹑，但以色列人请穆萨向神祷告，让土地可以催生出扁豆、洋葱、香料和黄瓜来当做他们的寄托。随着他们用完了饮用水，以色列人停下了脚步，神命令穆萨敲击一块石头，就当穆萨敲下的一瞬间，十二座水泉出现了，每一个以色列人的支派被赐予一座。

### 在荒野的岁月

#### 《妥拉》的揭示

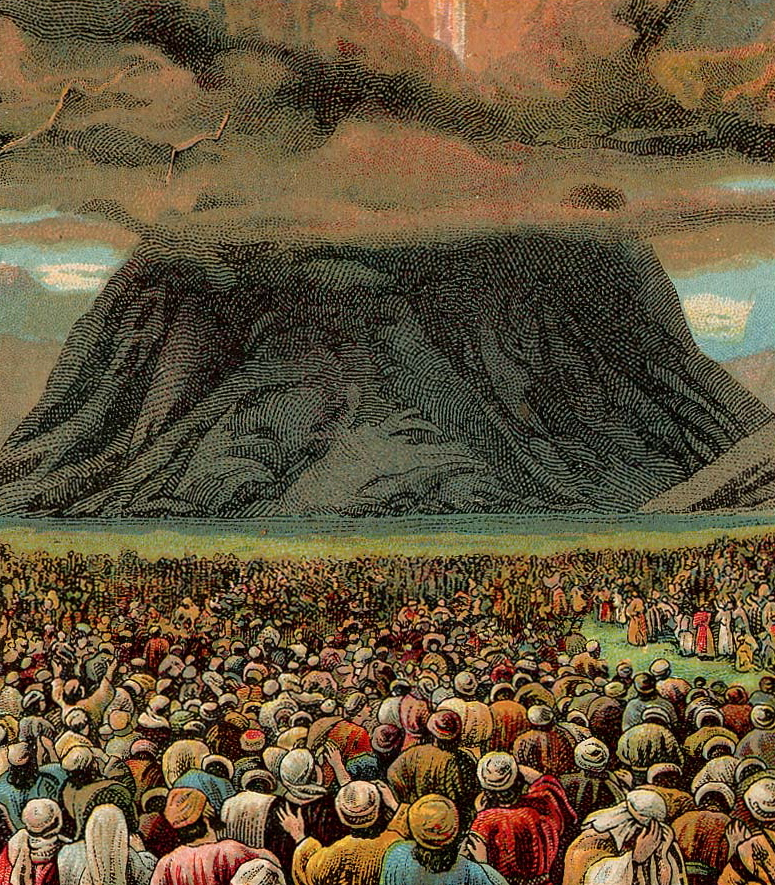
在西奈山上发生的《妥拉》的揭示的神话油彩画

在离开应许之地后，穆萨带领着以色列人来到西奈山。抵达之时，穆萨离开了追随他的人们，并称他的兄弟哈伦会在他不在的时候当他们的领导者。神下令让穆萨断食三十日，随后再继续前往圣谷杜瓦（Wād Ṭuwā）寻求指引。神又要求穆萨在回程之前再断食十日。在结束断食之后，穆萨回到了他第一次收获来自神的奇迹的地方。他像从前一样脱下鞋子，叩首敬拜。穆萨向神祷告，寻求指引；他又祈求神在他面前现身。《古兰经》中叙述道神告诉穆萨他绝不会感知他的存在，但神会在山上现身：“主说：‘你绝不能看见我，但你看那座山吧。如果它能在它的本位上坚定，那么，你就能看见我。’（《古兰经》第7苏拉“高处”第143阿亚）”当神在山头现身时，这座山倾刻间化作尘埃，穆萨也失去了意识。他醒来后，彻底崇拜并服从神，他向神祈求宽恕。
接着，神将“十诫”作为他的指引和仁慈交与穆萨。同时，在穆萨不在的这段时日，一个叫萨米利（Sāmirī）的男人打造了一座黄牛偶像，声称这是穆萨口中的神。人们开始崇拜黄牛。哈伦试着将他们引开，劝说他们不再崇拜黄牛，可是以色列人拒绝了，说只有穆萨回来了才行。在代表他的追随者接收了圣书后，神告诉穆萨在他不在的时候以色列人被测试了，他们误入了歧途正在崇拜黄牛。穆萨下山后，回到了他的追随者身旁。《古兰经》叙述道穆萨眼见此景怒发冲冠，他一把揪住兄弟哈伦的胡须，疾言厉色地责备他竟在自己不在的时日对此等离经叛道之行为充耳不闻。但当哈伦向穆萨坦白他之前的劝说无济于事时，穆萨理解了哈伦的难处，他们一起向神祈祷并祈求宽恕。然后，穆萨质问萨米利为什么要打造黄牛迷惑人心。萨米利回答道他的直觉告诉他要这么做。萨米利被流放了，黄牛被焚毁了，燃烧后留下的灰烬被掷入海中。那些执迷不悟坚持崇拜黄牛的罪人因他们的罪孽付出了生命的代价。
穆萨在以色列人中则选了七十位精英并命他们祷告以祈求宽恕。不久后，这些长者跟随穆萨一起去见证穆萨和神之间的对话。尽管长者们耳闻了穆萨和神之间的对话，他们还是声称他们在眼见为实之前拒绝相信神，因此，一道闪电作为惩罚劈死了他们。穆萨祈祷，为他们的罪过祈求宽恕，他们复活了，重回营地并在哈伦从《妥拉》而得的教导下建立了一间专门崇拜神的帐篷。它们一路前行，继续奔波前往应许之地。

#### 以色列人与牛
伊斯兰解经学叙述了有关一位和以色列人一起生活的年老又虔诚的男人度过诚实的一生的故事。在他弥留之际，他留下了妻子、年幼的儿子、和他唯一的财产——一头由神托付给他的牛犊，并让他的妻子照顾牛犊，在将来把它放生到森林里。他的妻子遵守他的意愿照做了，在几年之后，他的儿子长大成人，她把牛犊的故事告诉了儿子。儿子带着绳子向森林走去。他在地上跪祷，祈求神将牛犊还给他。正当他祈祷时，已经成熟的黄牛在他身边停下。儿子把牛犊牵走了。儿子很虔诚，从此以伐木为生。
以色列人之中有位富人，他死后将自己的财富留给了儿子。这个现在富有了的儿子被其他觊觎财产的亲戚秘密地谋杀了。其他的亲戚来到穆萨跟前，请他帮忙擒拿真凶。穆萨让他们宰杀一头牛并取出牛的舌头，再把舌头放在宰杀完的牛身上，这样真凶就能浮出水面。这是这些人很困惑，他们不相信穆萨，也不理解为什么宰杀牛和捉拿真凶息息相关。他们指责穆萨在儿戏，但穆萨还是成功地说服了他们照他所说的去做。
抱着拖延时间的心态，这些亲戚们问了该宰杀什么样的牛，穆萨答道不老不幼。他们又问牛该是什么颜色的，穆萨说是黄色的。他们又追问了更多信息，穆萨说这是头雏牛，没耕过地也没浇过水。这些人和穆萨一起去寻找这样的牛，但他们只找到一头符合这样的描述的牛，它为一个年轻孤儿所有。年轻人不愿不经过同母亲的商量自作主张卖牛。所有人就一起到年轻人的家里。这位母亲在无论众人如何高抬价格的情况下都不愿卖牛。亲戚们催促年轻人让他的母亲讲讲道理。然而，年轻人仍不愿意不经母亲同意卖牛，哪怕以与牛同等体积的黄金交换。不曾想听罢此言，母亲同意了，亲戚们和穆萨也愿意付出此等高昂的代价，众人皆喜。黄牛被宰杀了，舌头被取出并置于尸体上，黄牛起死回生，并揭露了杀人犯的真面目。

#### 与希德尔相遇
根据《圣训》，有一次穆萨讲道深刻令人惊叹，一位以色列人问道有没有比他知识更加渊博的人。当穆萨否认了存在这样的人的那个瞬间，他收到了来自神的启示，神不满他忽略了神的全知性并告诉他有一个比他知识更加渊博的人名叫希德尔（Khidr）。穆萨询问道希德尔所在何方，神答道希德尔就在二洋相汇之处。神指示穆萨带上一条活鱼，活鱼挣脱之处便为希德尔居身之所。之后，穆萨便和耶书亚（约书亚）上路了。他们在一块岩石旁停下，穆萨打了个盹。在穆萨熟睡的时候，鱼挣脱了。当他醒来之时，他们继续前行，直到饥肠辘辘而停下进食。此时，耶书亚方才想起鱼已经在岩石旁就挣脱了。他告诉穆萨鱼已经逃走了，穆萨回忆起了神的说话，于是他们原路返回至岩石旁。在那儿，他们见到了希德尔。穆萨接近希德尔并与他见礼。希德尔则问穆萨在他们那里大家是怎么见礼的。穆萨做了个自我介绍，希德尔认出了他就是以色列人的先知。根据《古兰经》，穆萨问希德尔道：“我要追随你，希望你把你所学得的正道传授我，好吗？”（《古兰经》第18苏拉“山洞”第66阿亚）希德尔警告他穆萨不会有足够的耐心来追随他，他不会接受追随除非穆萨对他的行为保持沉默，不发表任何意见。穆萨同意了。
他们在海岸边走着，经过一艘船。船员认出了希德尔，让他们免费乘船。在船上是，希德尔抄起锄头撬走了一块甲板。穆萨注意到了希德尔的所作所为，感到十分惊讶并阻止了他。他提醒希德尔船员们可是让他们免费乘船的。希德尔责备了穆萨，说他忘记了自己的承诺，他不该发表意见。穆萨说他一时忘却了承诺并请求原谅。当他们离开海岸，他们经过了一个和其他孩子一起玩耍的男孩。希德尔抓起男孩的脑袋，把他杀了。穆萨对希德尔的举动目瞪口呆，询问他到底要干什么。希德尔又一次因忘记承诺而责备了穆萨，穆萨又一次向其道歉并说如果他再犯错就让希德尔弃他而不顾。他俩继续前行，直到看见略有人烟的村庄。他们向村民乞食，但村民们拒绝了将他们当客人款待。他们看见有一段城墙即将倒塌，希德尔修补了那面墙。穆萨问希尔德为什么要去修补那面墙，城中人并未娱宾款待。穆萨说希德尔大可为这项工作收费。
希德尔告诉穆萨他们不能在一同前行了，因为穆萨没有坚守他的承诺。希德尔接着解释了他之前的行为。他告诉穆萨他破坏了船只是因为当地的掌权者要收缴所有完好的船只；他的破坏会防止这艘船被强行收缴。然后，希德尔说他杀了那个男孩是因为他忤逆自己的父母，不知悔改，使父母身心疲惫、无暇管教；神会赏赐他们一个更好、更乖巧懂事的儿子。希德尔随即又解释他修补城墙是因为墙属于两个不幸的男孩；男孩们的父亲无比虔诚，神想用补墙来回馈虔诚的父亲。希德尔又说，墙脚下有一对埋藏的财宝，当墙在未来倒塌之际，财宝便会浮现在两个男孩眼前。

#### 其他事迹
先知穆罕默德的说话——《圣训》、伊斯兰文学和《古兰经》释义还都描述了穆萨人生中的其他事迹。穆萨曾不与其他以色列人一起共浴。这导致以色列孩童怀疑穆萨是因为身患疝气而羞于共浴。有一天，穆萨在一个人洗澡，他把他的衣衫放在一块石头上，石头却顶着他的衣衫跑了。穆萨起身去追，以色列孩童看到他惊呼：“主啊，穆萨身上没有瑕疵。”随后，穆萨用他的衣衫鞭打石头，阿布·胡莱赖（ʾAbū Hurayrah）说道：“主啊，石头上竟因鞭打而留下了六、七道痕迹呢。”《圣训》中，先知穆罕默德说道因为穆萨的鞭打，石头上还有三至五道痕迹。

### 死亡

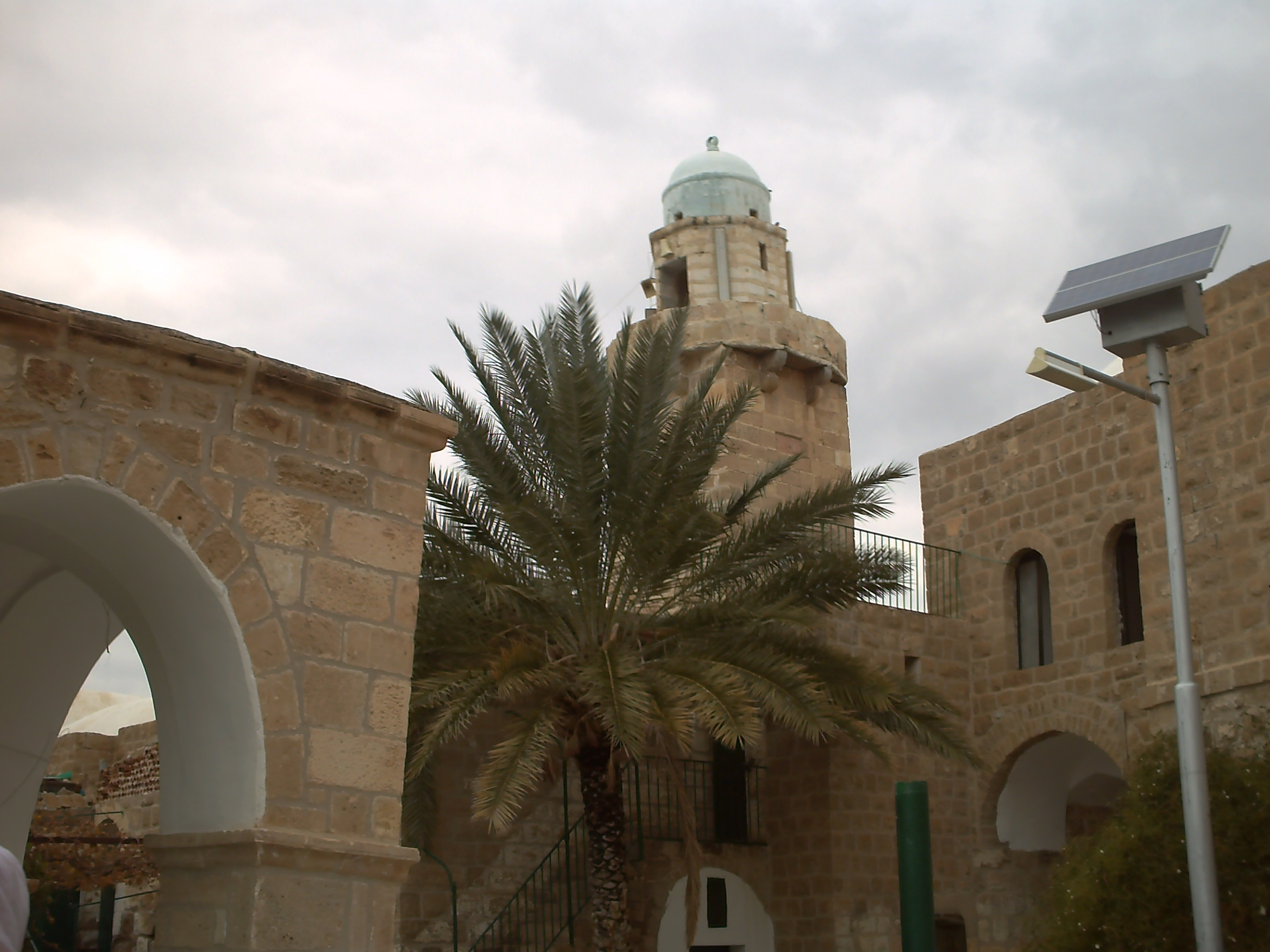
位于約旦河西岸地區艾里哈的先知穆萨的陵寝（ān-Nabī Mūsā）。值得注意的是，穆斯林不许向包括先知穆萨的任何先知的陵寝朝拜，这被认为是与一神论背道而驰的，是在亵渎伊斯兰教。

穆萨在他兄弟哈伦升天后不久也来到了他人生的终点。一条逊尼派圣训提到当死亡天使亚兹拉尔靠近穆萨的时候，他一巴掌打在了天使的眼睛里。天使回复神道穆萨并不想离开人间。神叫天使回到穆萨身边，让他把手放在牛背上，他的手所触及的毛发有几根，就把他的生命延长几年。穆萨问神那在这段时间之后会发生什么，神告诉他他必须面对死亡。穆萨听罢言请求神让他立刻在离应许之地不足“掷石之遥”的地方死去。

#### 殉教
另外，穆萨生前曾表明想要与兄弟哈伦在死后分开，许多以色列人认为是穆萨在山上杀了哈伦以致他们被分开。然而，根据塔巴里（Al-Tabari)的叙述，哈伦死于自然原因：“当他们[穆萨和哈伦]入睡后，死亡带走了哈伦...当他死去的时候，房子被带走，树木消失了，床被升至天堂。”当穆萨从山上独自回到他的追随者——以色列的子孙的身边时，他们声称穆萨杀了哈伦因为他们觉得穆萨嫉妒哈伦更受他们欢迎，因为哈伦更加能够容忍他们。这样的说法其实可信度很强，因为这样确实能够保证他们兄弟俩在死后分开，就像穆萨向神祈祷的一样。但是穆萨还是试图挽救这些追随者们对他的信任，塔巴里引用了穆萨的原话：“他是我的兄弟。你们觉得我会杀他吗？”Shorter Encyclopedia of Islam（《较简短的伊斯兰教百科全书》）一书中提到穆萨背诵了两段拉卡阿（rakaʿāt），包括形容跪姿和背诵经文的穆斯林祷告文，来重新博取追随者们的信任。神应答了穆萨的祷告，将已升天的哈伦的床重新由天堂降至人间，以使以色列人能见证哈伦确实是因自然原因死亡的。

### 夜行登霄
夜行登霄（al-ʾIsra wal-Miʿraj）是伊斯兰教经典《古兰经》中记载的，于公元621年7月27日（伊斯兰历前1年7月17日）的夜晚，先知穆罕默德显现的一次神迹。
在先知穆罕默德夜行（ʾIsra）的过程中，穆斯林相信他带领着穆萨以及尔撒、易布拉欣和其他先知一起祷告。穆萨被认为是穆罕默德在和天使吉卜利勒一起登霄（Miʿraj）时所遇见的先知之一。
根据逊尼派观点：穆萨和穆罕默德相互见礼，穆萨甚至因为穆罕默德带进天堂的信众比他的多而开始哭泣。当神叮嘱穆罕默德要让信众每日祷告50次时，穆罕默德又一次见到了穆萨，穆萨向他问起神向他嘱咐了什么。当穆萨听到神要求信众每日祷告50次的时候，他建议穆罕默德向神请求降低祷告的次数。穆罕默德向神阐明了穆萨的意思，神准许了。然后，穆罕默德又一次见到了穆萨，穆萨又问起[神的嘱咐。尽管祷告次数已经被降低，穆萨认为远远不够，他让穆罕默德再向神请求豁免更多的祷告。如此，直至祷告次数被减至每日五次。穆萨再一次让穆罕默德去请求神再减少祷告的次数，这一次穆罕默德不好意思再去了。于是，每日五次的祷告——“萨拉赫”（aṣ-ṣalāh）就被保留了下来，直至今日，穆斯林社会还在沿袭这样的崇拜方式。

## 称谓

### "卡利姆拉"
穆萨在伊斯兰教中被授予“卡利姆拉”（阿拉伯语：‎，羅馬化：Kalīmullāh的称号，意思是“与神沟通之人”。

## 伊斯兰思想中的穆萨
在伊斯兰教中，穆萨被认为是重要的先知和使者之一，《古兰经》中有关于他的叙述胜过其他先知。穆萨被穆斯林认为是六个最重要的的先知之一，和尔撒、易布拉欣、努哈、阿丹和穆罕默德并列。穆萨是大先知（ʾUlu’l-ʿAzm）中的一位，他们被神眷顾，在《古兰经》中被浓墨重彩地描写，以赋予他们毅力和决心。伊斯兰传统描述了穆萨被赐与两项奇迹，会发光的手和他那能变作蛇的手杖。穆萨的一生常被看作是和穆罕默德的一生在作对比。两位都被视为道德的和模范的先知。两位都是人民的释法者、司仪、法官和军事领袖。伊斯兰文学也将他们各自的信众和他们的故事进行了对比。以色列人的《出埃及记》被认为与穆罕默德的追随者从麦加出发并迁徙的故事有相似之处。从穆萨所经历的法老的死能联想到穆罕默德所经历的巴德尔之役。根据伊斯兰传统，除了会发光的手和他那能变作蛇的手杖，还有其他证据指明穆萨被赐与神的眷顾，就好比他是和神直接沟通的先知，其他先知是通过天使才得到神的揭示。穆萨从神那里直接得到了《妥拉》。尽管和神有过直接的沟通，《古兰经》道穆萨无法用眼睛看见神。在提及穆萨时，穆斯林会称呼他为“穆萨卡利姆拉”（Mūsā Kalīmullāh/Kalim Allah），意为“穆萨——与神沟通之人”。

### 揭示圣书
在伊斯兰教中，穆萨是圣书《妥拉》的得道者。《古兰经》将《妥拉》描述成是为以色列人带来指引和光明的圣书，它包含了有关一神论、先知和最终审判日的教导。

## 陵寝

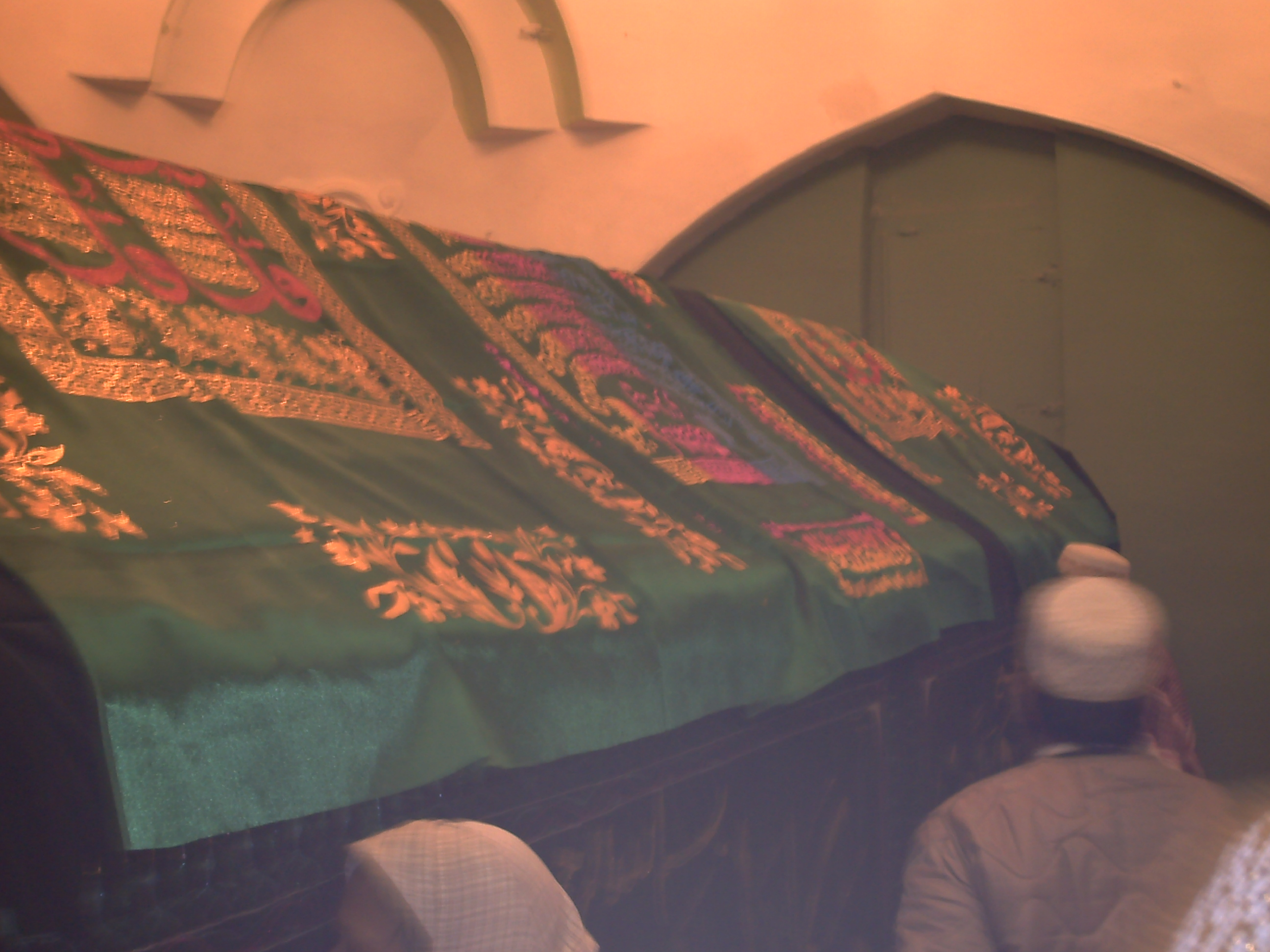
穆萨陵寝中的棺椁，位於約旦河西岸地區艾里哈

穆萨的陵寝被认为位于犹地亚（今屬約旦河西岸地區）艾里哈以南11公里、耶路撒冷以东20公里。死海边2公里处，连接耶路撒冷和杰里科的道路的一条岔路指向陵寝。什叶派伊斯兰教的伊斯玛仪派对此有同样的主张。
现今留存的神社、清真寺、宣礼塔和其他的一些禅房是在公元1270年拜巴尔一世在位时修建的。这些年来，穆萨陵寝得到扩建，四周建造了围墙，还有120间禅房用来接待访客。
值得注意的是，穆斯林不许向包括先知穆萨的任何先知的陵寝朝拜，这被认为是与伊斯兰教的一神论背道而驰的。